# Solcometro

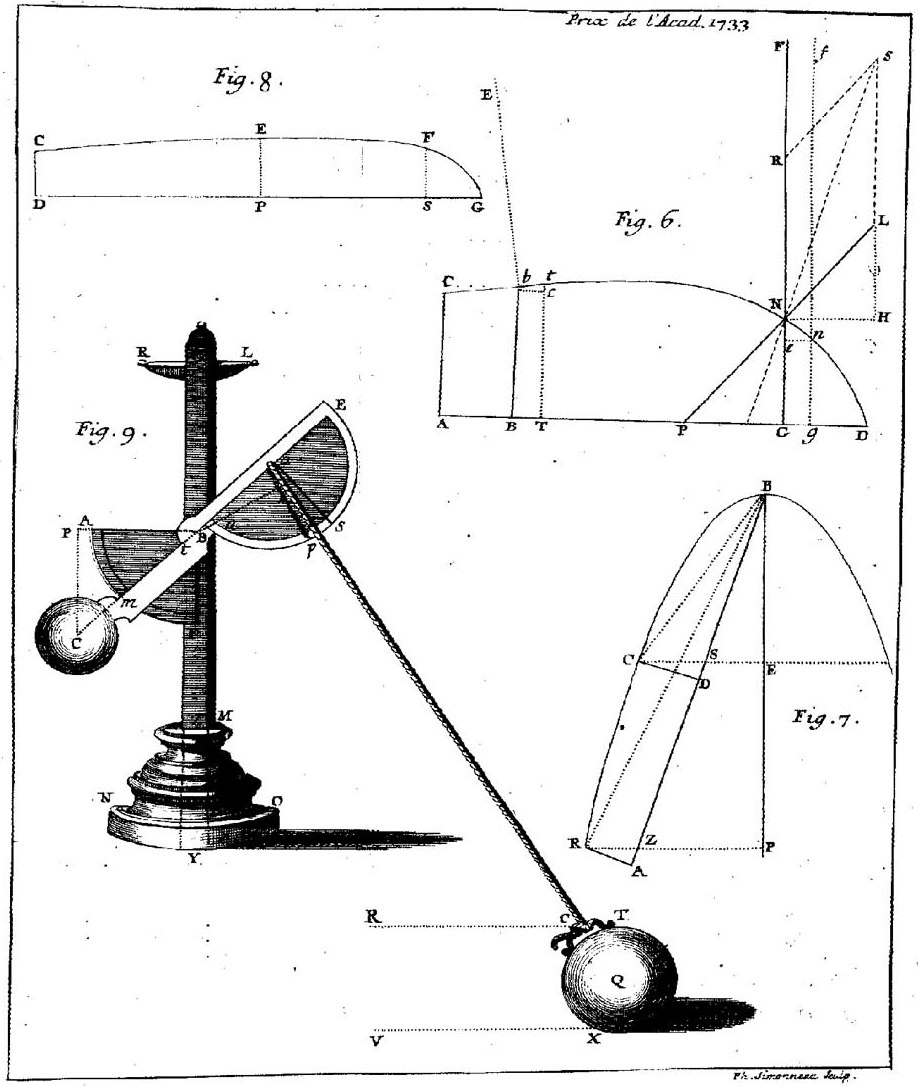
Solcometro del XVIII secolo.

Il solcometro è uno strumento per la misurazione della velocità delle imbarcazioni.

## Tipologie
Ne esistono due forme principali:

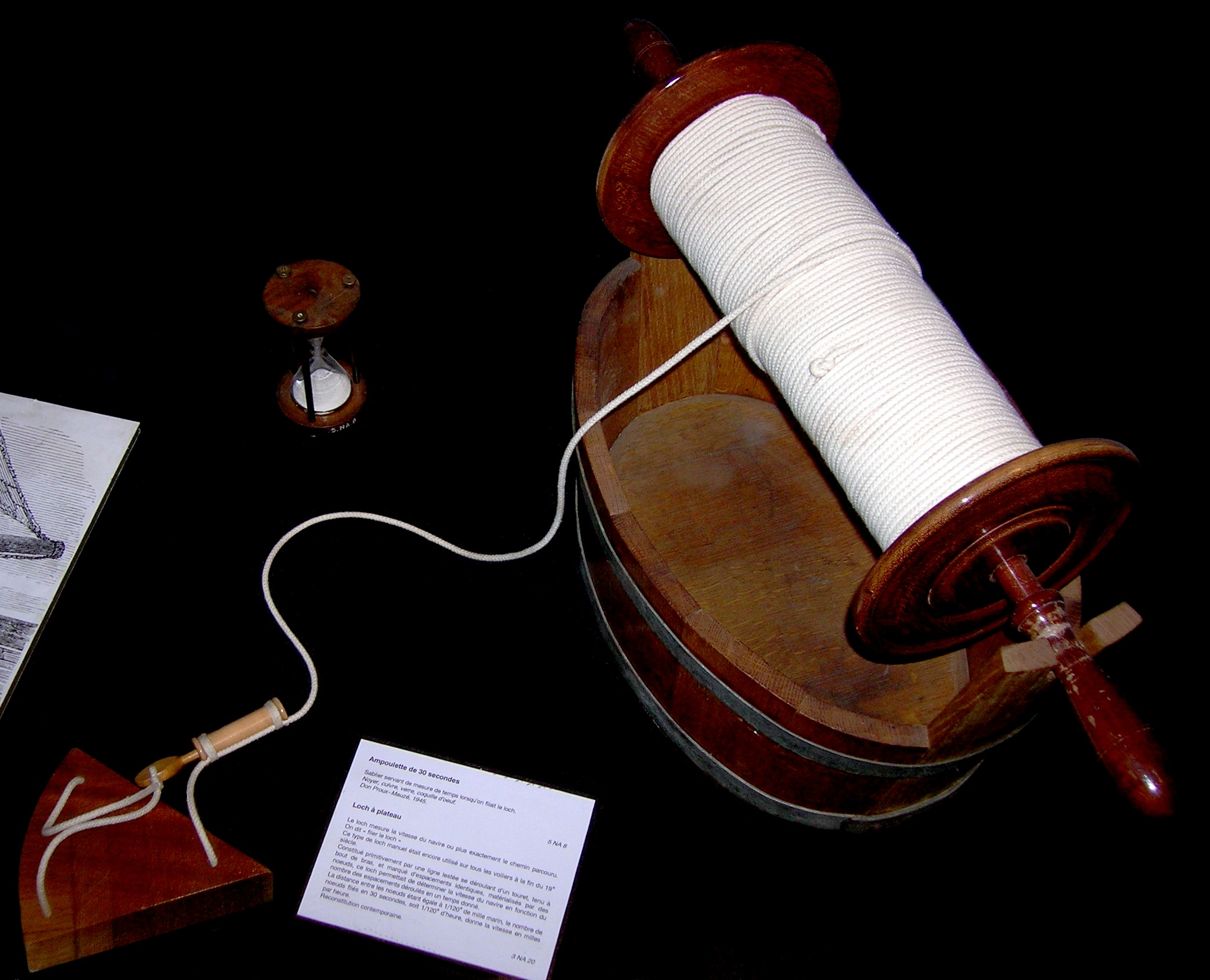
Un solcometro del Musée national de la Marine (Parigi).

- solcometro a barchetta: è costituito da un galleggiante a forma di settore circolare (un quarto di cerchio) piombato nella parte curva in modo da galleggiare perpendicolarmente alla superficie dell’acqua e opporre resistenza al trascinamento; gettato in mare da poppa fa svolgere una sagola graduata con dei nodi equidistanziati;
- solcometro meccanico o a elica: è costituito da un'elica immersa, collegata con un contagiri a bordo.

Il solcometro a barchetta veniva gettato in mare, trattenuto da una sagola marcata con dei nodi posti a una distanza di 15,433 metri l’uno dall’altro, ovvero il percorso che farebbe una barca in 30 secondi se percorresse un miglio nautico ogni ora:
{\displaystyle {\frac {15,433{\mbox{ m}}}{30{\mbox{ s}}}}\times 3600{\mbox{ s}}=1852{\mbox{ m/h}}=1{\mbox{ kt}}}
Ogni nodo filato nei trenta secondi della clessidra corrispondeva quindi a una velocità di un miglio nautico all'ora. Per questo motivo l'unità di misura della velocità nautica è chiamata "nodo".

## Il solcometro nella letteratura
Nel romanzo Moby Dick di Herman Melville, ambientato nel XIX secolo, il capitano Achab, nella fase in cui - spinto dalla sua cieca ossessione - si avvicina all'equatore in cerca della balena bianca, è costretto a ricorrere al solcometro quale unico strumento disponibile a supporto della navigazione: le bussole, infatti, erano state messe fuori uso dai campi magnetici nel corso di una tempesta e il capitano stesso aveva precedentemente distrutto il quadrante, in uno dei suoi attacchi di follia.